# Royal Montreal Golf Club

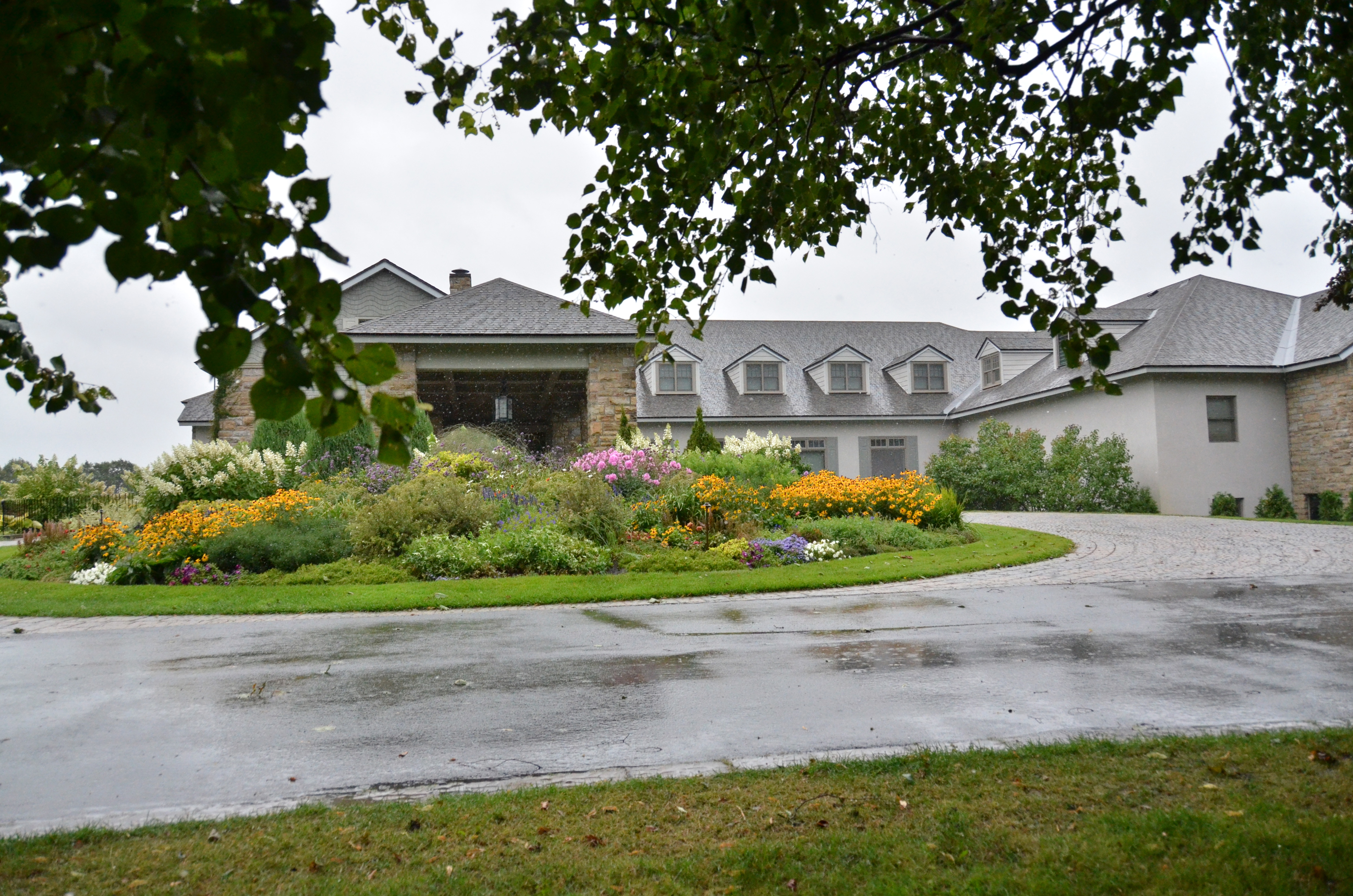
Royal Montreal Golf Club

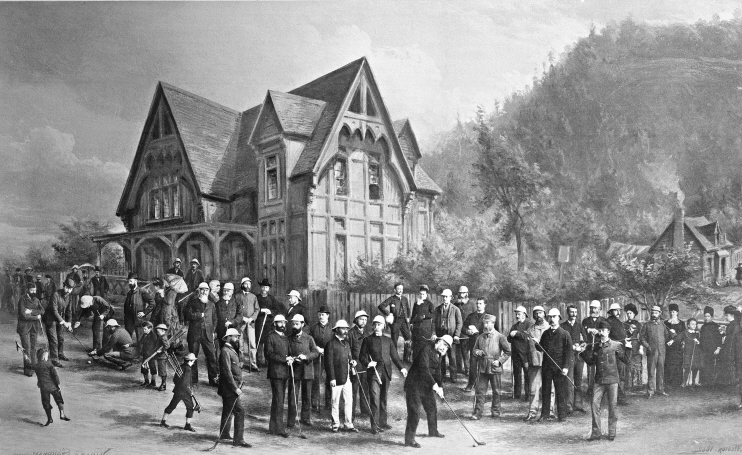
Ehemaliges Clubhaus (1882)

Der Royal Montreal Golf Club (französisch Club de Golf Royal Montréal) ist der älteste Golfclub in Nordamerika. Er befindet sich auf der Île Bizard in der kanadischen Stadt Montreal und wurde im Jahr 1873 gegründet. Das Clubgelände weist drei Golfplätze in einer Parklandschaft auf, zwei mit 18 Löchern und einer mit neun Löchern.

## Geschichte
Die Gründung des Golfclubs erfolgte im Jahr 1873 durch eine Gruppe von Geschäftsleuten um den schottischen Einwanderer Alexander Dennistoun. Neun Jahre später erhielt der Club von Königin Victoria die Erlaubnis, den Zusatz Royal führen zu dürfen. Der erste 9-Loch-Golfplatz befand sich am damaligen Stadtrand auf Fletcher’s Field, einem Teil des Parc du Mont-Royal. 1896 zog der Club in den Vorort Dorval um. Die weiter voranschreitende Verstädterung hatte sechs Jahrzehnte später erneut einen Umzug zur Folge; das damalige Clubhaus wird heute von einer Schule genutzt.
Seit 1959 befindet sich der Golfclub am heutigen Standort, im Zentrum der Île Bizard. Der amerikanische Golfarchitekt Dick Wilson legte drei Golfplätze mit 45 Löchern an (Blue Course, Red Course, Dixie Course). Der anspruchsvolle Blue Course gehört zu den „100 besten Golfplätzen der Welt“.
1895 war der Royal Montreal Golf Club einer von fünf Gründungsmitgliedern von Golf Canada, dem kanadischen Golfsportverband. Auf dem Clubgelände fand bisher neun Mal das RBC Canadian Open statt, das zur PGA Tour gehört. 2007 wurde hier außerdem der Presidents Cup durchgeführt.